# 1997-es Roland Garros
Az 1997-es Roland Garros az év második Grand Slam-tornája, a Roland Garros 96. kiadása volt, amelyet május 26–június 8. között rendeztek Párizsban. A férfiaknál a brazil Gustavo Kuerten, a nőknél a horvát Iva Majoli nyert.

## Döntők

### Férfi egyes
Gustavo Kuerten -  Sergi Bruguera 6-3, 6-4, 6-2

### Női egyes
Iva Majoli -  Martina Hingis 6-4, 6-2

### Férfi páros
Jevgenyij Kafelnyikov /  Daniel Vacek -  Todd Woodbridge /  Mark Woodforde 7-6, 4-6, 6-3

### Női páros
Gigi Fernández /  Natallja Zverava -  Mary Joe Fernández /  Lisa Raymond 6-2, 6-3

### Vegyes páros
Rika Hiraki /  Mahes Bhúpati -  Lisa Raymond /  Patrick Galbraith, 6-4, 6-1

## Juniorok

### Fiú egyéni
Daniel Elsner –  Luis Horna, 6–4, 6–4

### Lány egyéni
Justine Henin –  Cara Black, 4–6, 6–4, 6–4

### Fiú páros
José de Armas /  Luis Horna –  Arnaud Di Pasquale /  Julien Jeanpierre, 6–4, 2–6, 7–5

### Lány páros
Cara Black /  Irina Szeljutyina –  Maja Matevžič /  Katarina Srebotnik, 6–0, 5–7, 7–5